# Эйяфьярдарсвейт
Эйяфьярдарсвейт (исл. Eyjafjarðarsveit, исландское произношение: [ˈeiːjˌfjarðarˌsveit]) — община на севере Исландии в регионе Нордюрланд-Эйстра. В 2021 году в общине на 1775 км² проживало 1097 человек.

## История
Община Эйяфьярдарсвейт была образована 1 января 1991 года в рамках программы укрупнения муниципальных образований в Исландии в результате объединения четырёх небольших сельских общин — Храбнагильсхреппюр, Сёйрбайярхреппюр и Эйнгюлсстадахреппюр. Предложение объединиться с соседней общиной Акюрейрарбайр было отклонено на референдуме 8 октября 2005.

## География
Большая часть территории общины находится во внутренней части острова и только на крайнем севере небольшой участок выходит к побережью Эйя-фьорда. Земли Эйяфьярдарсвейт граничат на востоке с землями общины Тингейярсвейт, на северо-востоке с землями Акрахреппюр. На северо-западе община граничит с Акюрейрарбайр, на северо-востоке с  Свальдбардсстрандархреппюр. На юге к Эйяфьярдарсвейт примыкают земли Скейда-ог-Гнупверьяхреппюр.
В Эйяфьярдарсвейт есть только три населённых пункта — Храбнагиль, Брунахлид и Кристнес. В 2021 году населения Храбнагиль составляло 302 человек, Брунахлид 77, а в Кристнес постоянно проживало около 46 жителей. Административным центром общины расположен в городе Акюрейри, который не является частью общины и территориально не расположен на её землях.

## Инфраструктура
По территории общины проходит небольшой участок кольцевой дороги Хрингвегюр 1. Имеется несколько дорог местного значения — Эйяфьярдарбрёйт-Вестри 821, Кристнесвегюр 822, Мидбрёйтвегюр 823, Финнастадавегюр 824, Дальсвегюр 825, Хоулавегюр 826, Сёльвадальсвегюр 827, Вейгастадавегюр 828 и Эйяфьярдарбрёйт-Эйстри 829.
Также есть три высокогорные дороги местного значения — Скагафьярдарлейд F752, Эйяфьярдарлейд F821 и Драгалейд F881, открытых для движения в летний период и только для транспортных средств повышенной проходимости.
Неподалёку от Эйяфьярдарсвейт, в Акюрейри есть международный аэропорт.

## Население
Источник: Mannfjöldi eftir kyni, aldri og sveitarfélögum 1998-2021 (исл.). hagstofa.is. Reykjavík: Hagstofa Íslands [Статистическая служба Исландии]. Дата обращения: 16 октября 2021.

## Галерея

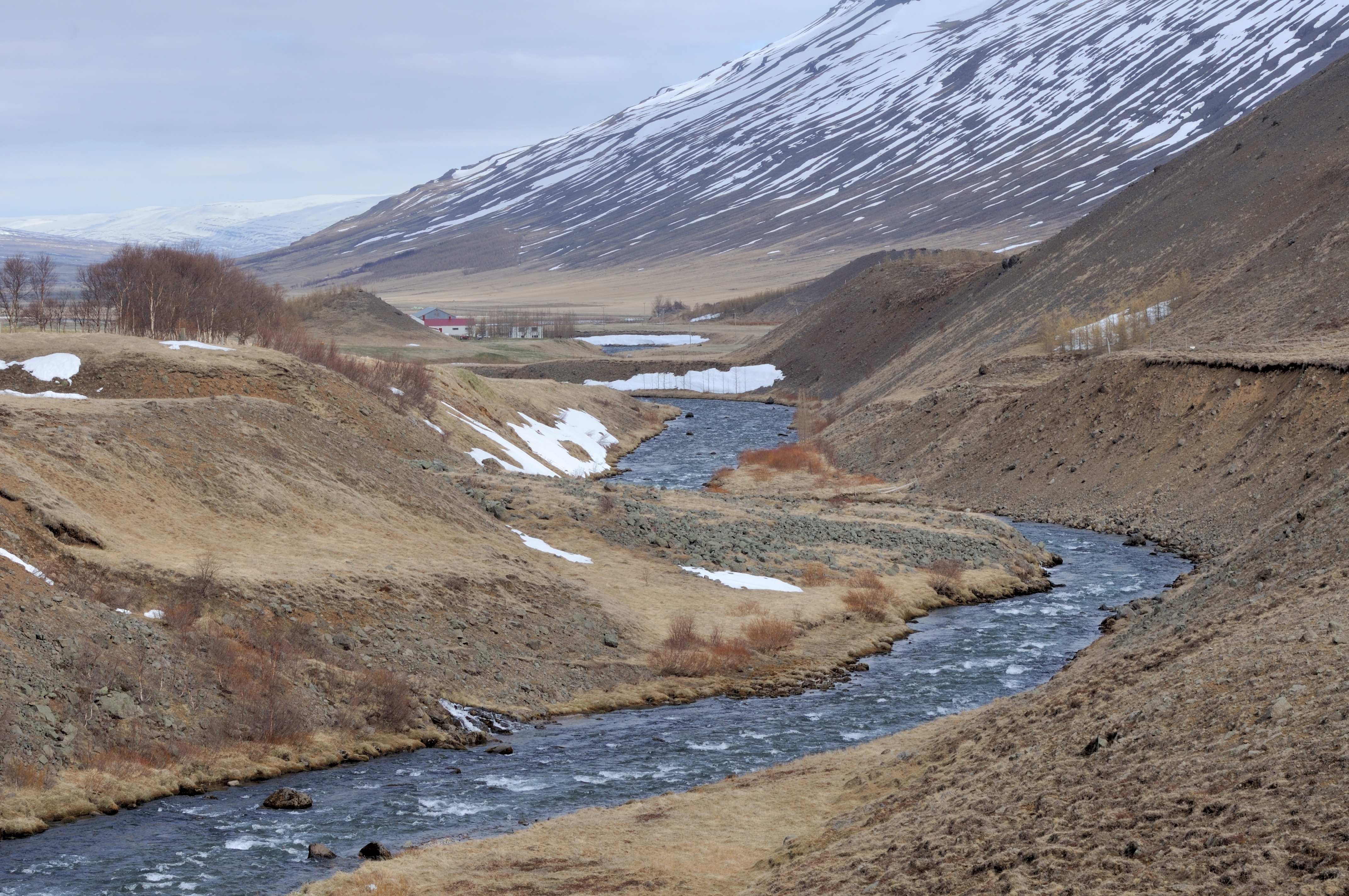
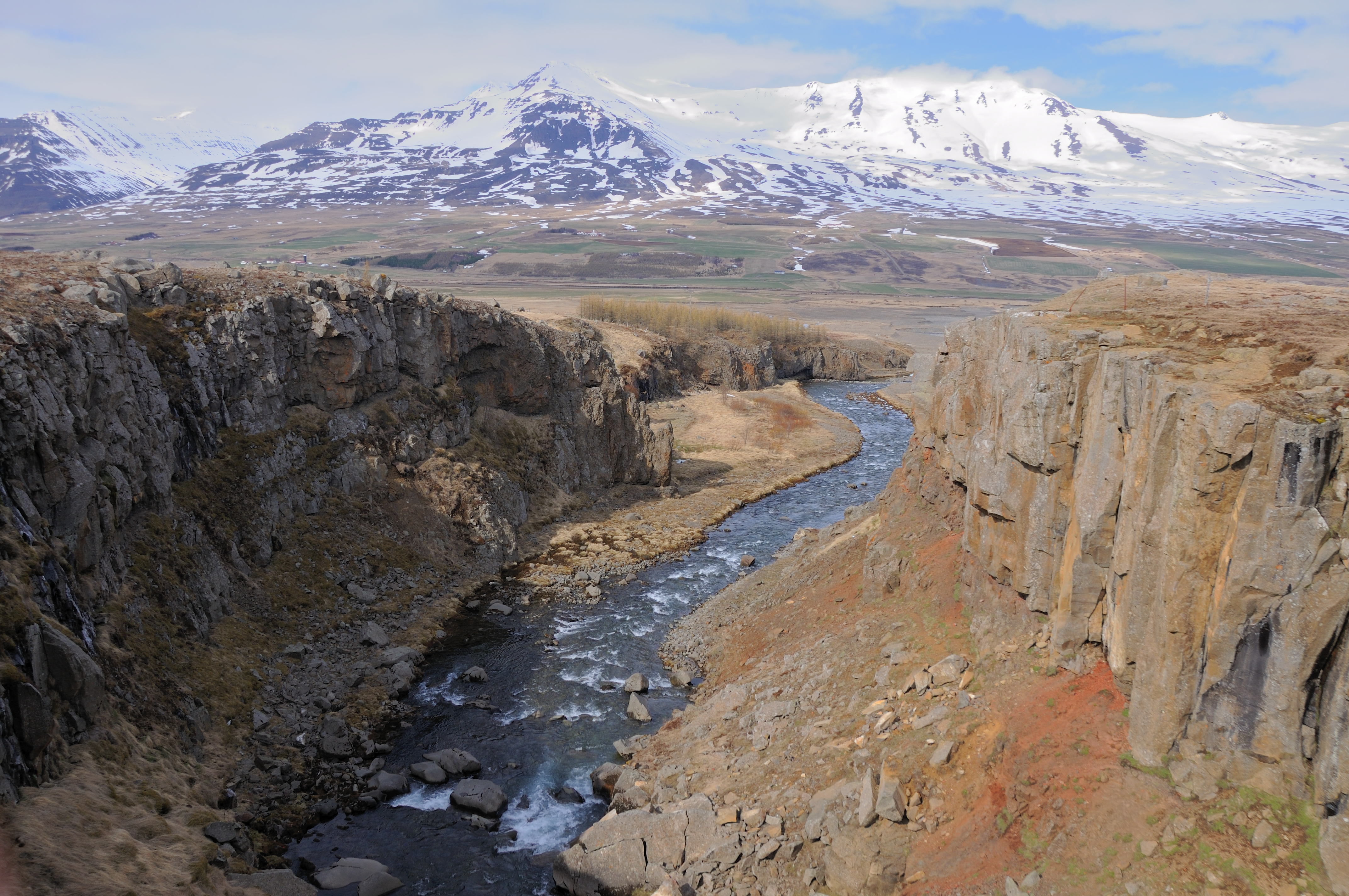
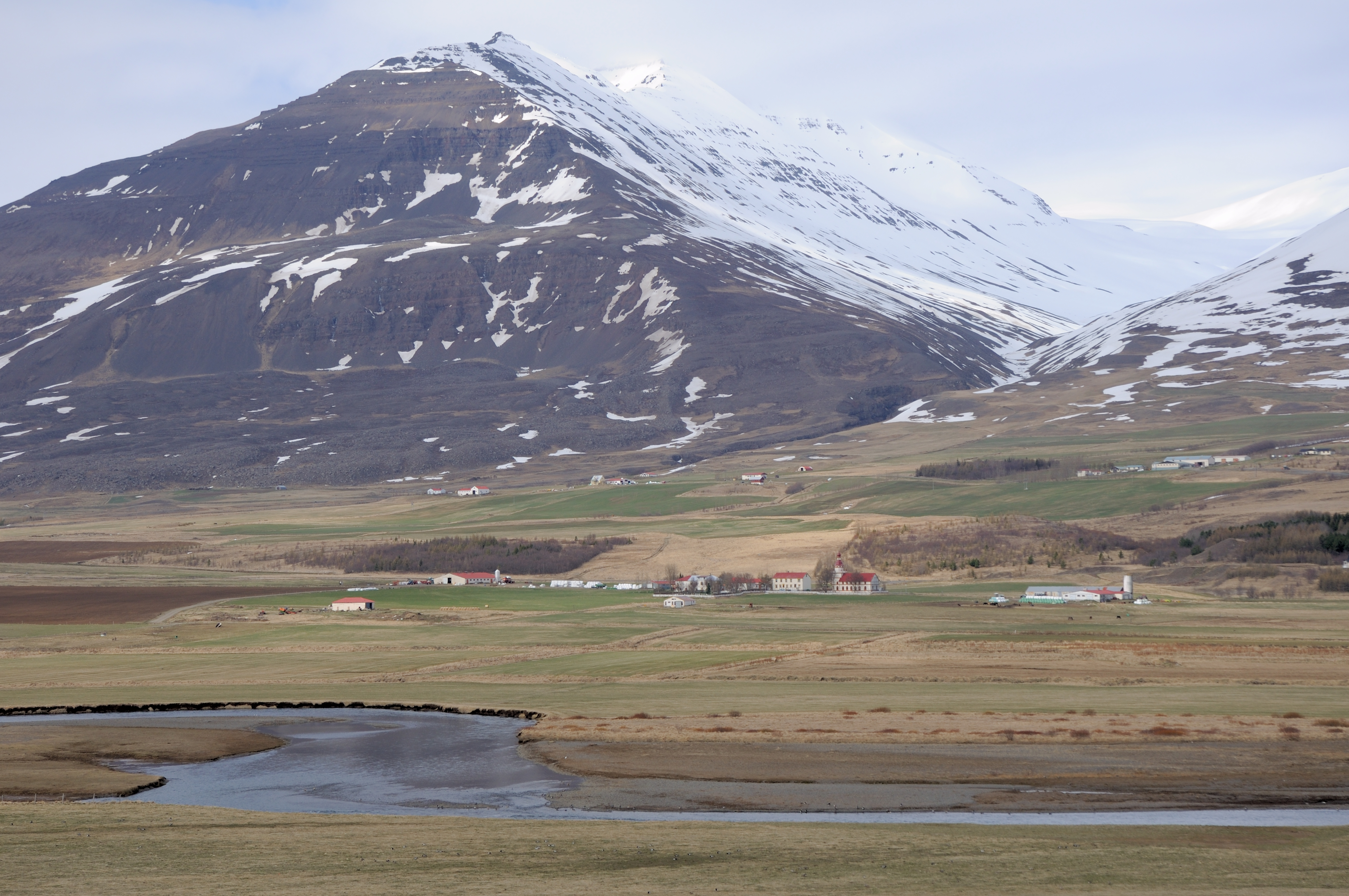
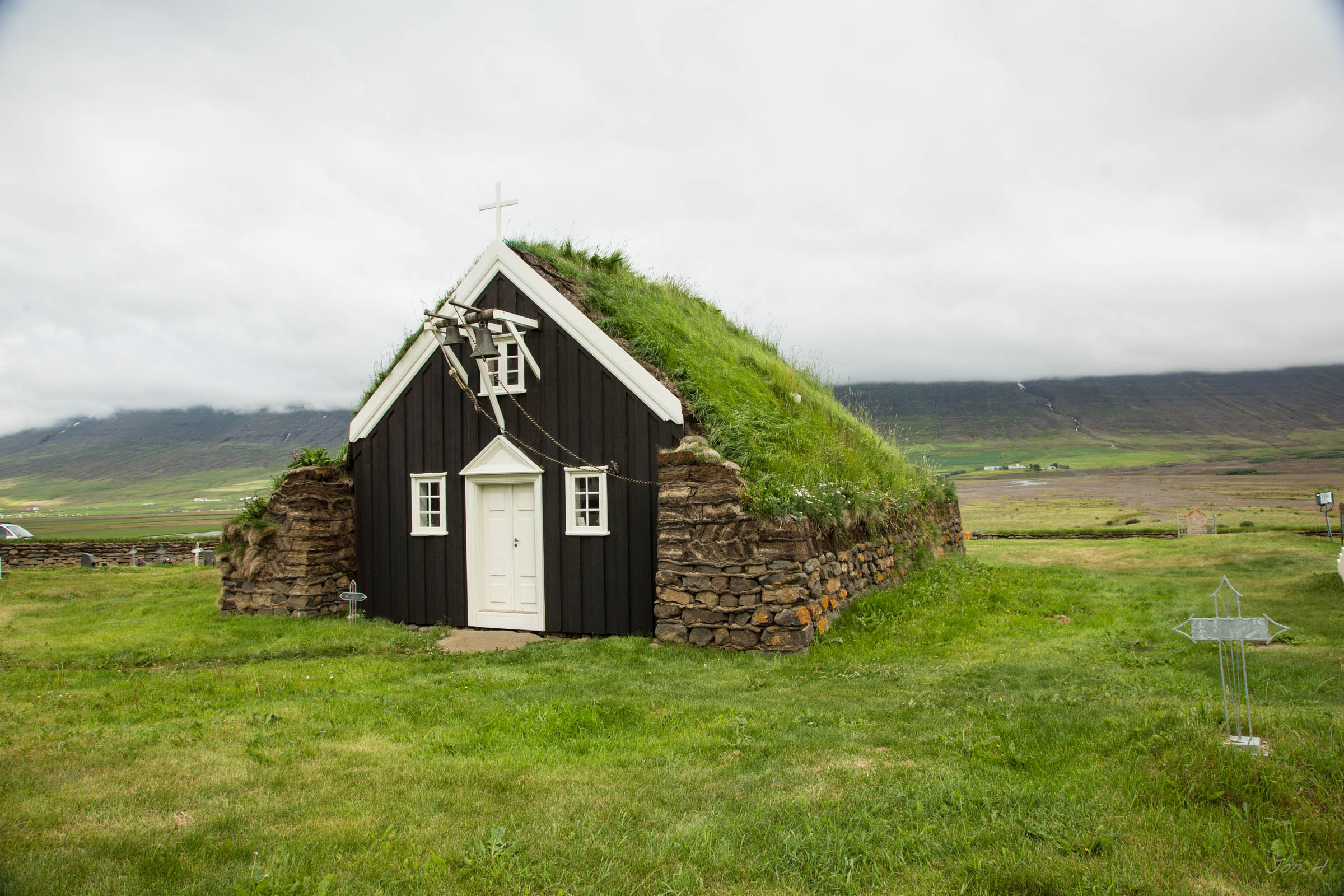
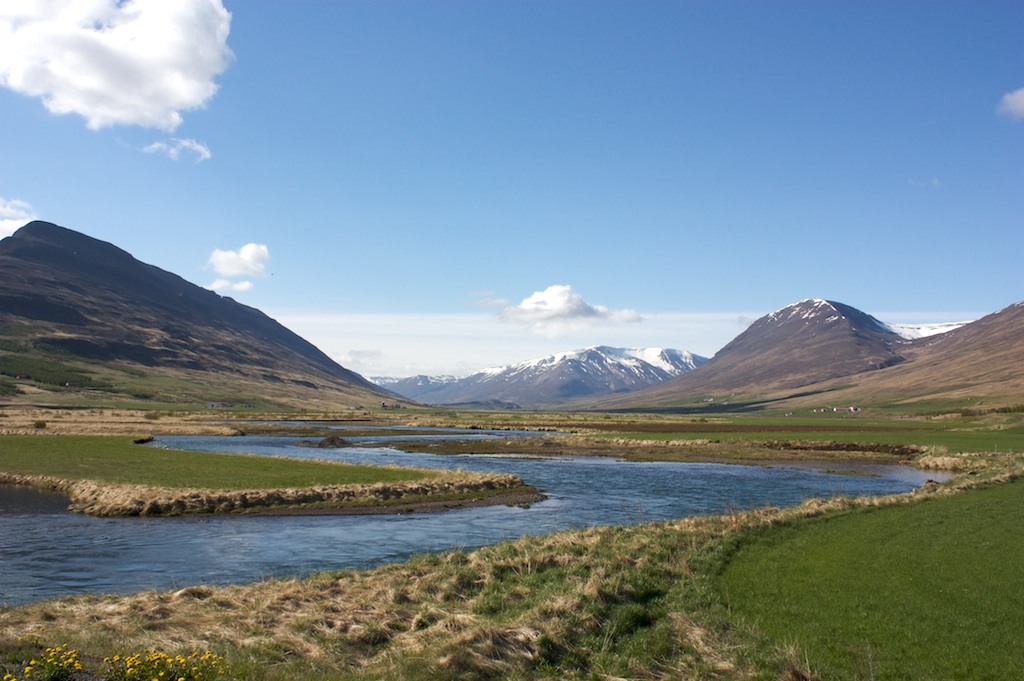
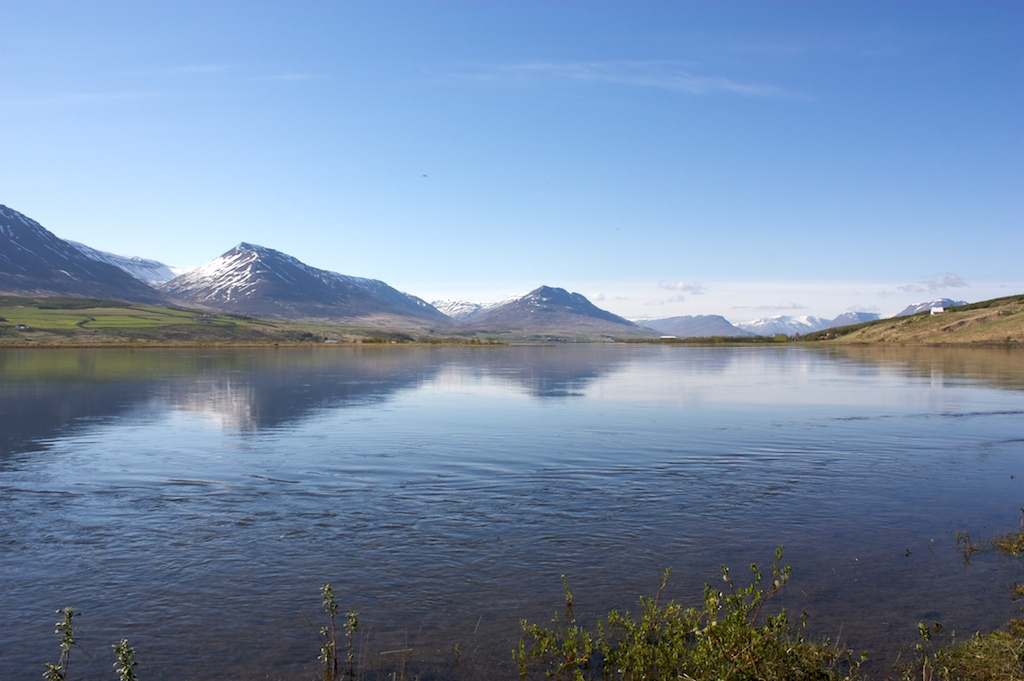
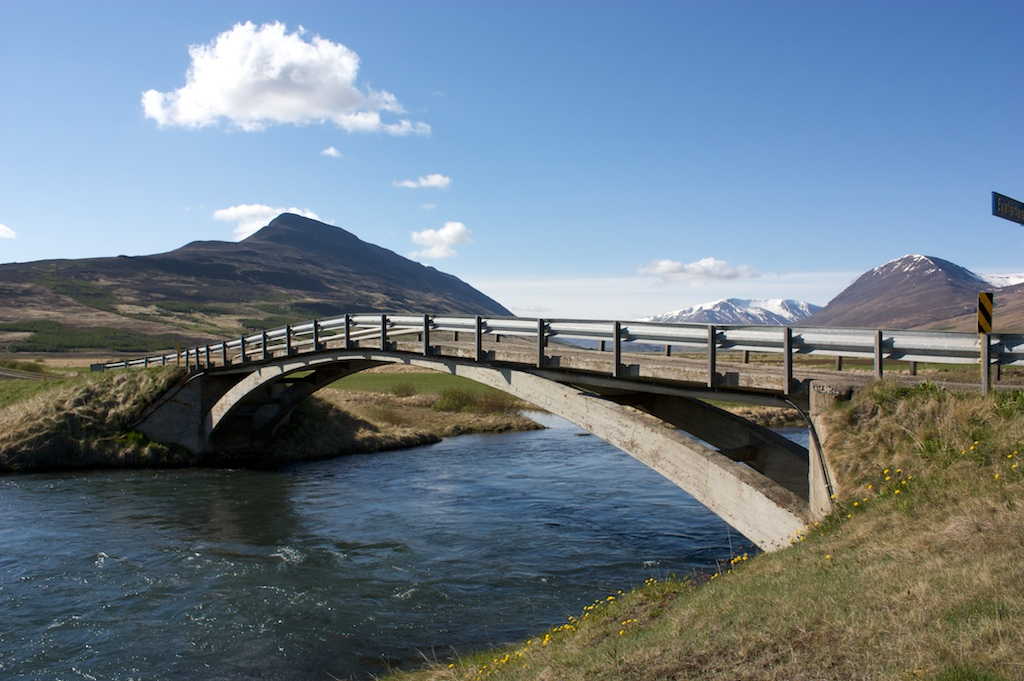